# Mosty (Czeski Cieszyn)
Mosty (cz. Mosty, niem. Mosty) – część miasta Czeskiego Cieszyna w kraju morawsko-śląskim, w powiecie Karwina w Czechach. Jest to także gmina katastralna o nazwie Mosty u Českého Těšínaⓘ (pl. Mosty koło Cieszyna, niem. Mosty bei Teschen) i powierzchni 440,41 ha. Położona około 2 kilometry na zachód od centrum miasta. Populacja w 2001 wynosiła 1213 osoby, zaś w 2011 odnotowano 438 adresów. 

## Historia
Pierwsza wzmianka pochodzi z 1495 roku. Politycznie wieś znajdowała się wówczas w granicach Księstwa Cieszyńskiego, będącego lennem Królestwa Czech, a od 1526 roku w wyniku objęcia tronu czeskiego przez Habsburgów wraz z regionem aż do 1918 roku w monarchii Habsburgów (potocznie Austrii).
W trakcie wojny trzydziestoletniej w dniu 21 kwietnia 1647 rozegrała się tutaj bitwa pomiędzy wojskami szwedzkimi generała Wittenberga a austriackimi, która skończyła się porażką Szwedów, którzy wycofali się po niej z regionu. Po tym wydarzeniu na miejscu zbiorowego grobu żołnierzy szwedzkich postawiono kapliczkę.
Według austriackiego spisu ludności z 1910 roku Mosty miały 1209 mieszkańców, z czego 1169 było zameldowanych na stałe, 1112 (95,1%) było polsko-, 43 (3,7%) niemiecko- a 14 (1,2%) czeskojęzycznymi, 646 (53,4%) było katolikami, 557 (46,1%) ewangelikami, 5 (0,4%) wyznawcami judaizmu a 1 (0,1%) innej religii lub wyznania
W 1960 Mosty zostały włączone w granice Mistrzowic, z którym znalazły się w granicach administracyjnych Czeskiego Cieszyna w 1975.